# Domenico Alberti
Domenico Alberti (sinh năm 1710 tại Venice, mất năm 1740 tại Roma) là nhà soạn nhạc người Ý. Ông đã sáng tác nhiều vở opera, ca khúc và có tới 36 bản sonata cho đàn clavecin.